# Newsteadia nepalensis
Newsteadia nepalensis är en insektsart som först beskrevs av Richard 1990.  Newsteadia nepalensis ingår i släktet Newsteadia och familjen vaxsköldlöss.
Artens utbredningsområde är Nepal. Inga underarter finns listade i Catalogue of Life.